# レイプキット
レイプキット（Rape kit、性的暴行キット（ SAK ）、性的暴行法廷証拠 （ SAFE ）キット、性的暴行証拠コレクションキット（ SAECK ）、性的犯罪証拠コレクション（ SOEC ）キット 、または身体的証拠回復キット（ PERK ）  ）とは主にその犯行の被害にあった場合などに、緊急外来などの公の医療機関に駆け込むと受けることのできる犯人の特定、または操作の一環で性的暴行の申し立てに続いて身体的証拠を収集および保存するために医療従事者が使用するアイテムのパッケージ。

## 概要
被害者から収集された証拠は、犯罪者のレイプ調査と加害者容疑者の訴追に役立つ     。DNAの証拠は、犯罪者を特定し、ケース間のDNAマッチを通じて連続した犯罪者を明らかにし、誤って告発された人々を免罪することにより、性的暴行の調査と検察に非常に有用である。 
このレイプキットを受けることによって、より正確な加害者の特定を示すことが可能になる。
また、このレイプキットは映画「ウィンド・リバー」にて強姦の被害にあった主人公が利用したことが広まったきっかけでもある。
犯行を受けたまんまの状態で行くことにより、服装などの接触物から指紋を検出することが可能になったり、血液から男性の精子の成分を特定できるなど、尿からもまた同様に検出することが可能になるため、より正確な犯人特定につなげることができる。
まだ世間一般的には知名度は低いが、これが知られることにより今後の性犯罪に大きなメスを入れることができる。
一般的に性被害を受けた女性は、被害を打ち明けるのに抵抗があるため、誰にも言わないという傾向があるが、それをしてしまうと加害者の思う壺であり、加害者の犯行の促進にもつながるため、被害を誰かに報告することが大事とされている。
ちなみにこのレイプキットは、一般の警察署や病院には設置されておらず、救急外来のみに設置されているため、日本の医療機関は本当に性被害をなくそうと努めているのかという声も疑問視されている。
関連する映画に、2004年公開の『未来を写した子どもたち』、2011年の『トガニ　幼き瞳の告発』などがある。
Louis R. Vitulloは、性的暴行後の証拠収集のためのより統一されたプロトコルを提供するために、1970年代後半に最初のキットを開発した。長年、標準化されたツールはVitulloキットと呼ばれていた。今日では、それは口語的にレイプテストキットまたはレイプキットと呼ばれ、 レイプキットの使用を通じて得られる特定の証拠を指すために互換的に使用される。  

## 説明と使用

実際にレイプキットを取り扱う医療機関。この写真の医療専門家は、アフガニスタンのカブール近くのキャンプフェニックスでレイプキットの使用方法を学んでいる。

### キットの内容
強姦キットは、 衣類の 繊維 、 毛 、 唾液 、 血液 、 精液 、 体液などの証拠を収集して保管するための小さな箱、顕微鏡スライド、ビニール袋で構成。 
レイプキットは場所によって異なるが、通常次のアイテムから構成される    。
- 説明書
- 証拠収集用のバッグとシート
- 唇、頬、太もも、膣、肛門、お尻から水分を収集するための綿棒
- 無菌尿採取容器
- 無菌サンプル容器
- 採血器具
- 被害者の体から髪と繊維を収集するために使用される櫛
- 透明なガラススライド
- 被害者の衣服、頭髪、陰毛、および血液サンプルを保存するためのセルフシール封筒
- 爪の下から破片をかき取るための爪ピック
- 身体から剥がれた身体的証拠を捕らえる白いシーツ
- ドキュメントフォーム
- ラベル
- 滅菌水と生理食塩水[10] [11] [12]

### 審査官
レイプキットの検査は、医療専門家、最も一般的には医師と看護師によって実施される。一部の地域では、審査官は性的暴行法医学試験の実施に関する特別な訓練を受けている。たとえば、米国とカナダの多くの病院と医療施設には、法医学的証拠を収集して保存し、被害者に感情的なサポートを提供するように訓練された性的暴行看護師試験官（SANE）が勤務する。国際法医学看護師協会によれば、SANEプログラムの数は、1970年代に米国に導入されて以来、世界中で着実に増加している。2016年現在、700を超えるSANEプログラムが米国 、 カナダ 、およびオーストラリアに存在。SANEは2001年にイギリスでも導入された。日本は2007年から導入されたが、依然SANEの数は限られている。  

### 証拠収集
強姦キットを収集するプロセスは、非常に侵襲的であり、非常に時間がかかる。身体検査は、被害者がシーツの上に立っている間に擦り取ることから始まり、犠牲者の身体または衣服から落下する可能性のある痕跡を収集する。相互汚染から保護するために、各衣服が折り畳みの間に紙のシートで個別に包装される前に、犠牲者の衣服の痕跡の証拠を注意深く調べる。   
検査官は、犠牲者の性器、直腸、口、体の表面を拭いて精液、血液、唾液、その他の体液の生物学的サンプルを収集。検査官はまた、指の爪の擦り傷を集め、頭と陰毛を摘み取る。被害者が同意する場合、審査官は膣鏡を使用して性器損傷の写真も撮影する。  
生物学的サンプルと怪我の収集を促進することに加えて、キットは被害者の病歴、感情状態、および暴行の説明を文書で記録する。レイプキットを収集するプロセス全体が完了するまでに2.5〜5時間かかり   、試験の進行中、被害者はいつでも質問をしたり、試験を完全に停止したりする権利がある。      

### コスト
強姦キットの費用は、法医学的証拠の収集に対して被害者に請求される多くの場所で使用する際の障壁となっている。伝え聞くところによれば、レイプキットの収集には1000ドル以上の費用がかかる。
一部の国では、犠牲者が犯罪を警察に報告することを条件に、費用の払い戻しが行われる。たとえば日本では、性的暴行の被害者はレイプキットの前払いをしなければならないが、被害者が暴行を報告した場合、警察が医療費を払い戻す。   
米国での性的暴行の被害者は、2005年に女性に対する暴力法（VAWA）が再承認されるまで、同様のハードルに直面していた。2015年3月に発効したより最近の2013年のVAWA再認証では、被害者は試験の前払い費用を支払う必要もなくなった。
ただし州によっては、被害者が控除または自己負担金の請求がない限り、レイプキット試験の請求を個人保険会社に提出することを依然として要求する場合がある。    

## 国別

### アメリカ
米国では、レイプキットのコスト、入手可能性、侵襲的試験の適切な実施、およびバックログにより、正義を求めるレイプ被害者の問題が歴史的に提示されてきた  。 
2009年5月現在、2005年の女性に対する暴力に関する連邦法が発効し、連邦政府からの資金の受け取りを希望する州政府は、「ジェーンドゥレイプキット」または「匿名レイプテスト」の支払いを求められている。 これらのテストでは被害者は病院に行くために警察にも行くため心の傷を受け、また警察は被害者が告訴を決定した際に警察がその内容にアクセスしない限り、収集された証拠を番号でのみ識別される封印された封筒に保管している。この慣行は少なくとも1999年から連邦捜査局によって推奨されており、すでにいくつかの診療所、大学、病院、およびマサチューセッツ州でフォローされていたが、それまでの多くの管轄区域では、被害者によって提出された警察報告なしのレイプ検査で推定800ドルの費用の支払いを拒否していた。  
2011年、米国国立司法研究所は、全国的な深刻な問題の概要と進行中の官僚的問題の原因となる要因を提供するレポート「 The Road Ahead：Unanalyzed Evidence in Sexual Assault Cases 」を発表。 これらのバックログと遅延は、被害者の正義の欠如、報告書、および「最悪のシナリオでは...連続犯人によるさらなる被害者または犯罪で誤って有罪判決を受けた人々の投獄につながる可能性がある。
調査結果は次のとおり。      
1. この問題がどれほど広まったかを示す指標として、「2002年から2007年までに発生した未解決の性的暴行の18％には、まだ警察の拘留中の法医学的証拠が含まれていました（分析のために犯罪研究所に提出されていません）」
2. 主要な課題の1つは、法執行機関の43％が「インベントリ内または犯罪ラボに送られた後、法医学的証拠を追跡するためのコンピューター化されたシステムを持っていない」とのこと
3. 平均して、キットの50〜60％が、被害者に属さない生物学的物質について陽性とテストされている
4. 調査回答は、生物学的証拠の価値について誤解があるかもしれないことを示した。 法執行機関の44％が、ラボに証拠を送らなかった理由の1つは、容疑者が特定されていなかったためだと述べました。 15％は、「検察官は分析を要求していなかった」ため、証拠を提出しなかったと答えた [38]

連邦政府は、連邦、州、および地方の管轄区域間でDNAの一致を共有するために、 複合DNAインデックスシステム （CODIS）を確立した。 2000年の連邦DNA分析バックログ撤廃法および2004年と2008年のデビー・スミス法の認可は、州および地方の管轄区域に追加の資金を提供し、レイプキットテストのバックログをクリアするのに役立つ。 2014年の時点で、連邦政府は、証拠が収集されたが、当時の高コストとより原始的な手法のためにDNAのテストが行われなかったのは、1990年代でレイプキットは400,000と全国バックログを見積もっている。  

### 州ごとの取り組み

#### カリフォルニア
ヒューマン・ライツ・ウォッチによる2009年の報告書によればカリフォルニア州ロサンゼルスでは、ロサンゼルス警察、ロサンゼルス郡保安局、47ロサンゼルス郡の警察署、および警察犯罪研究所にある「小規模ではあるが、目立たない」米国で最大数のレイプキットバックログを有している。これらのバックログは、証拠保管施設に保管されているキットで構成されており、DNA分析は捜査によっては要求されない。また、犯罪研究所施設でテストのために提出されたものの、タイムリーにテストされていない。 当局はバックログの問題に対処するのに苦労しているが、彼らの試みは資金調達の問題と政治によって妨げられていると伝えられている。 これらのバックログの結果として、暴行生存者には、レイプキットの状況やケースが通知されないことがよくある。

#### イリノイ州
法執行機関と検察官が性犯罪を異なる方法で処理するイリノイ州では、州全体で、1995年から2009年の間に蓄積された8,000件近くのレイプキットの警察の未処理品のうち、わずか20％しかテストされていない。 2010年9月1日から、イリノイ州上院の性的暴行提出法（上院法案3269）では、2010年10月15日の発効日から180日以内に、法執行機関がレイプキットによって収集されたすべての証拠を提出して、州警察への書面による通知に基づき分析を行う必要がある。イリノイ州は、このような法律を採用した最初の州であり、他の州が従う先例となった。 2011年1月1日現在、イリノイ州下院法案5976は、被害者の守秘義務と強姦キット証拠の迅速な処理に取り組んでいる。両法案はイリノイ州議会を満場一致で可決し、パット・クイン知事によって署名された   。   

#### ニューヨーク州
ニューヨーク州では、強姦キットは性犯罪証拠コレクション（SOEC）キットとしても知られている。
1999年の時点で、特にニューヨーク市には未テストのレイプキットが17,000個近くあったが、最終的には外部の研究所に移管された。2007年、市は2億9000万ドルの法医学生物学研究所を開設。2015年、 ニューヨーク郡地方検事局は、未処理のレイプキットをテストするために、全国の法域に3,800万ドルの助成金を与えると発表した。 

#### テキサス州
テキサス州では、生存者の証言など他の種類の証拠が医療検査中にまだ記録されている可能性があるが、犯行から72時間後にレイプキットを作成する必要はないとしている。また、傷、裂傷、または咬傷などの目に見える怪我は、目視検査、写真、転写によって行われる。 

#### ワシントンDC
ワシントンDCでは、2009年4月に施行された「女性に対する暴力法」に先立ち、レイプキットは病院での標準的な問題であるにもかかわらず、ワシントンシティペーパーによる2009年4月のレポートによれば、今までその入手は困難だった。報告書によると、レイプ被害者は今までDCの緊急治療室で最大12時間待機し、OB-GYNは出生などのより緊急事態に対応し、その後、裁判で被害者を追い詰めていた。 性的暴行看護師審査官（SANE）プログラムで、2000年に設立されたハワード大学病院の主要な病院を見つけるために、デニス・スナイダー、DCレイプクライシスセンター（DCRCC）のエグゼクティブディレクターによる試みの十年後、この懸念に対処するために、プログラムをホストする意思があり、そのほとんどが経済的な懸念を挙げているか、彼女の問い合わせに応じなかった。 ハワードは、プログラムを採択した後、生存者はワシントン紙に冷淡な法執行機関の一部が低い犯罪率を維持する欲求に起因するレイプ診察を受ける前に、警察の許可を必要とするという問題に報告書で遭遇した。報告書では、性的暴行調査チームの探偵ビンセント・スプリッグスが、キットのより広い使用の障害として、妊娠テストまたは朝の薬を投与したい女性による偽りのまたは説得力のないレイプ告発の事例、およびレイプキットの要求を引用していた。 2008年、ハワード大学はSANEプログラムをキャンセルし、その後市長の監督の下で再開した。

## メディアの描写
レイプキットのバックログの問題は、「振るまい」で重要なプロット点とした、2010年9月29日、テレビの犯罪ドラマのエピソード、「 LAW & ORDER:性犯罪特捜班」での警察の業務描写、性犯罪の捜査エピソードで、刑事にジェニファー・ラブ・ヒューイットが演じた女性のケースで15年の間に同じ男性に複数回強姦し、加害者が全米の女性を強姦したことを発見させた。 探偵は、他の都市の特別被害者ユニットに連絡しようと試みるが、彼らのほとんどは収集した強姦キットの大部分をテストしたことがないことがわかるだけであったという。このエピソードは、擁護者であり生存者であるヘレナ・ラザロの実話に基づいている。